# زیردریایی پوتی (کیو۱۵۵)
زیردریایی پوتی (کیو۱۵۵) (به انگلیسی: French submarine Protée (Q155)) یک زیردریایی بود که طول آن ۹۲٫۳۰ متر (۳۰۲٫۸ فوت) بود. این زیردریایی در سال ۱۹۳۰ ساخته شد.